# جایزه استرگا

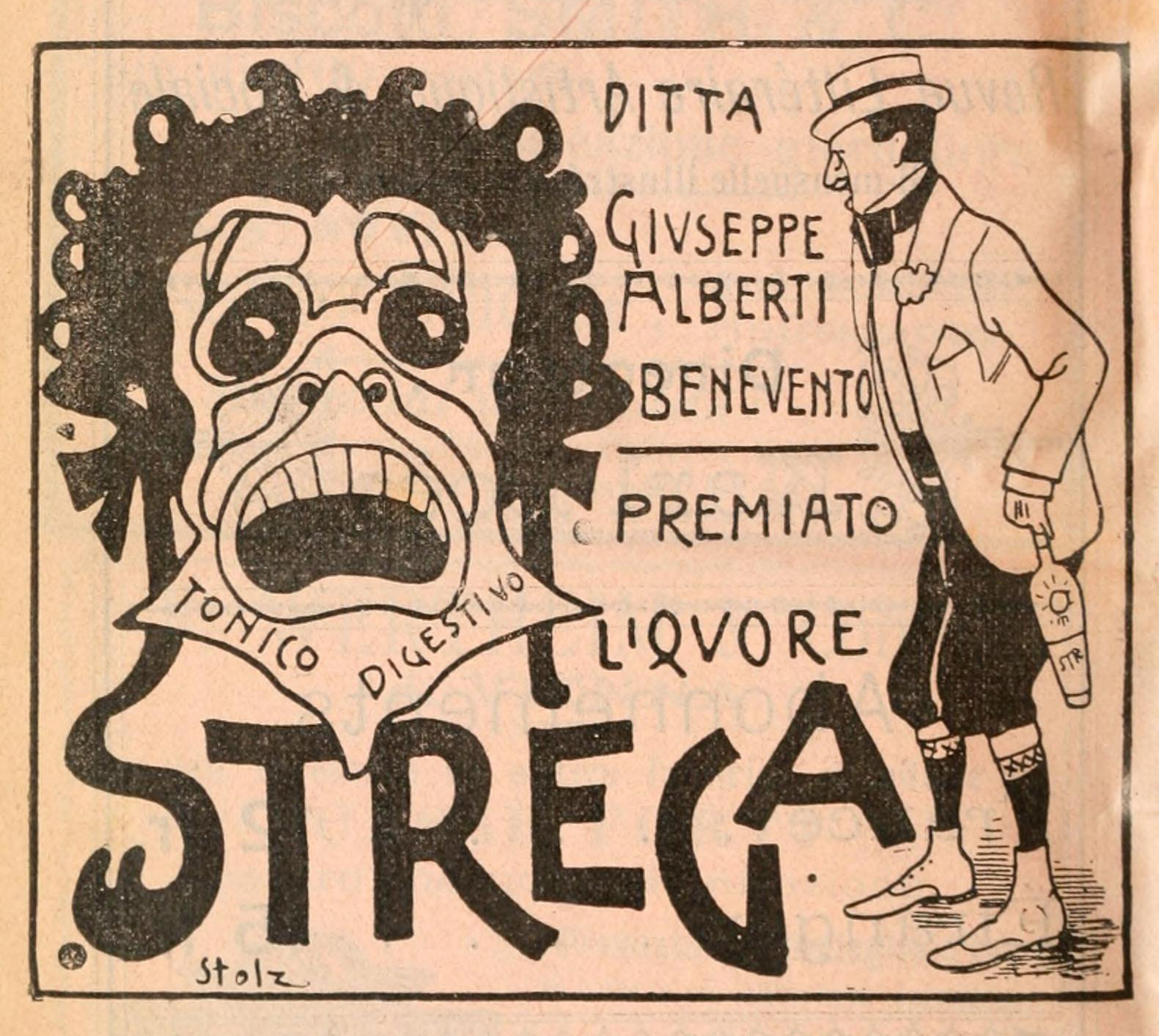
Strega liqueur advert (1902)

جایزه استرگا یا جایزه استره‌گا (به ایتالیایی: Premio Strega) یکی از معروف‌ترین جوایز ادبی ایتالیا است که از سال ۱۹۴۷ هر سال به کتاب داستانی منثور داده می‌شود. از معروفترین برندگان این جایزه دینو بوتزاتی، چزاره پاوزه، الزا مورانته، پریمو لوی، ناتالیا گینزبورگ و امبرتو اکو است.